# كسر الإعدام بالشنق

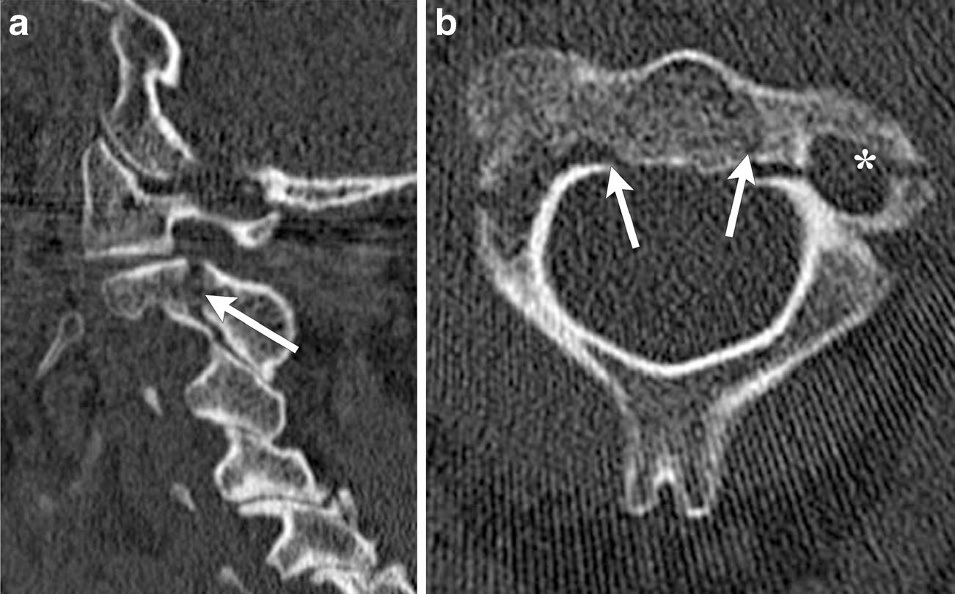
كسر هانغمان

كسر الإعدام بالشنق أو ما يُعرف بكسر هانغمان هو الاسم العامي الذي يطلق على كسر عنيقة، أو الأجزاء بين المفاصل، في فقرة المحور، وهي الفقرة الرقبية الثانية عند الإنسان (C2)

## الأسباب
تنتج الإصابة بشكل رئيسي عن السقوط عند كبار السن، وعن حوادث السيارات بشكل عام؛ وذلك بسبب تأثيرات القوة العالية التي تؤدي إلى تمدد الرقبة والحمل المحوري الكبير على الفقرة الرقبية الثانية C2. في دراسة أُجريت في النرويج، كانت 60% من كسور الفقرات الرقبية المبلغ عنها ناتجة عن السقوط و21% عن حوادث السيارات. وفقًا لوكالة أبحاث الرعاية الصحية والجودة (AHRQ)، المجموعة المعرضة لخطر الإصابة بكسور الفقرة الرقبية الثانية هم كبار السن ضمن الفئة العمرية من 65-84 (39.02%)، والمعرضون لخطر السقوط (61%) أو لحوادث السيارات (21%)، وبلغت في المدن الكبرى (94%). وصلت حالات التسريح لـ 203 حالات من الفئة العمرية 1-17 سنة، و1843 حالة تتراوح أعمارهم بين 18 و44 عامًا، و2147 حالة من 45 حتى 64 عامًا، و4890 حالة من 65 حتى 84 عامًا، و3440 حالة في عمر 85 عامًا وما فوق. كانت نسبة الحدوث عند الإناث 54.45%، ونسبة الذكور 45.38%.

## الآليات
آلية الإصابة هي فرط التمدد القسري للرأس، ويترافق ذلك عادة بافتراق الرقبة. يحدث ذلك بشكل تقليدي أثناء تطبيق عقوبة الإعدام بالشنق، إذ توضع المشنقة أسفل ذقن الشخص المدان. وعند تبعيد المرتكز، سيُجبر الرأس على التمدد المفرط بسبب تأثير الوزن الكامل للجسم، وهي قوة كافية للتسبب في الكسر. ومع ذلك، على الرغم من ارتباطها الطويل بالإعدام القضائي، أظهرت إحدى الدراسات التي أجريت على سلسلة من عمليات الشنق هذه أن أقلية صغيرة فقط من عمليات الشنق أدت إلى كسر هانغمان.
إضافة لحالات الشنق، تحدث آلية الإصابة (وهي تمدد مفرط قوي مفاجئ متمركز أسفل الذقن مباشرة) تحدث بشكل أساسي في إصابات التباطؤ التي يصطدم بها وجه الضحية أو ذقنها بجسم صلب مع امتداد رقبته. السيناريو الأكثر شيوعًا هو حادث سيارة أمامي مع راكب أو سائق بدون حزام الأمان، إذ يصطدم السائق بلوحة القيادة أو الزجاج الأمامي بوجهه أو ذقنه. تشمل السيناريوهات الأخرى السقوط وإصابات الغوص والاصطدامات بين اللاعبين في المباريات.
على الرغم من أن كسر هانغمان غير مستقر، لكن البقاء على قيد الحياة بعد هذا الكسر شائع نسبيًا، إذ يميل الكسر نفسه إلى توسيع القناة الشوكية عند مستوى الفقرة الرقبية الثانية C2. تحدث حالات غير نادرة بأن يدخل المريض إلى المشفى من أجل علاج معين ويكتشف مثل هذا الكسر بالأشعة السينية. عندما تكون قوة الإصابة شديدة بما يكفي سينخلع جزئيًا الجسم الفقري للفقرة الرقبية الثانية عن الفقرة الرقبية الثالثة، وسينسحق الحبل الشوكي، بين الجسم الفقري للفقرة الرقبية الثالثة والأجزاء الخلفية للفقرتين الأولى والثانية الرقبيتين.

## العلاج

### غير الجراحي أو الجراحي
يُعالَج كسر هانغمان بطرق جراحية وغير جراحية.

### فوائد علاج كسر هانغمان الجراحي
لاحظ ساسو أن الأشخاص الذين خضعوا للعلاج الجراحي لن يتأثروا بعدوى موقع العمل الجراحي وخراجات الدماغ وتيبس المفاصل وفقدان استقامة العمود الفقري والإصابات الجلدية. اهتمت دراسة أخرى بنتائج العلاج الجراحي لفقرة المحور للعمليات التي أجراها بارسا وزملاؤه عام 2006، وذلك استنادًا إلى 30 حالة عند 41 مريضًا عولجوا باستخدام التثبيت الرقبي والدمج و11 حالة عولجت بواسطة التصوير المقطعي المحوسب الخلفي.